# Jelena Karleuša
Jelena Karleuša (srp. Јелена Карлеуша; Beograd, 17. kolovoza 1978.), srbijanska je pop-pjevačica.

## Karijera
Karleuša se na estradi pojavila 1995. godina sa samo 16 godina sa svojim prvim albumom Ogledalce i istoimenom pjesmom. Album je prodan u 100.000 primjeraka. 
Drugi album Ženite se momci izdala je 1996. godine. Na ovom je albumu Jelena Karleuša surađivala sa Zlaja bendom, a album je prodan u nakladi od 100.000 primjeraka. 
Na sljedećem albumu prevladava pop-folk zvuk. Album Veštice, vile iz 1997. godine za izdavačaku kuću ZAM rasprodan je u tiraži od 150.000 primjeraka. Četvrti studijski album, "Zovem se Jelena" imao je tiražu od 300.000 primjeraka.
Album Gili gili iz 1999. godine rasprodan je u tiraži od 250.000 primjeraka. To je ujedno jedini Karleušin album izdan za Grand production.
Karleuša se 2001. godine vraća na estradnu scencu s albumom Ludača. Album je objavljen za izdavačku kuću Best records, a za samo mjesec dana album je dosegao nakladu od 200.000 primjeraka.
U suradnji s grčkim producentima iz izdavačke kuće Heaven music svoj sljedeći album Samo za tvoje oči snima u Grčkoj, a producent albuma je Phoebus. BK televizija platila je licenciju za izdavanje albuma za srpsko tržište u iznosu od 250.000 maraka. Album je prodan u tiraži od 220.000 primjeraka. 
Sljedeći album Magija objavljen je 2005. godine za City records.
Single Casino objavljen je 2008. godine kao najava devetog studijskog albuma JK Revolution na kojem prevladava klupska i hip-hop glazba. JK Revolution je objavljen 2008. godine uz nakladu od 400.000 primjeraka u čak dva izdanja, komercijalno i deluxe.
2010. godine objavljuje dvostruki CD sa svojim najvećim hitovima The Diamond Collection. U prosincu iste godine na finalnoj večeri Velikog brata izvodi svoj novi singl Insomnia, najavu jubilarnog desetog albuma DIVA. 
Karleuša 2010. godine održava svoj prvi solistički koncert u Beogradu, u Kombank areni, All About Diva Show. Objavljen je live DVD+CD s koncerta 2011. godine. 4. siječnja 2011. Karleuša je objavila drugi single Muškarac koji mrzi žene, a iste godine je objavila single Plava Šeherezada.
Dana 13. kolovoza 2023. Karleuša objavljuje svoj jedanaesti studijski album "ALPHA". Objavljuje ga JK Entertainment, a distributira Virgin Music. 20. kolovoza 2023., samo tjedan nakon objavljivanja albuma ALPHA, Karleuša objavljuje svoj dvanaesti studijski album "OMEGA". Također ga objavljuje JK Entertainment i distributira Virgin Music. 

## Diskografija

### Studijski albumi
- Ogledalce (1995.)
- Ženite se momci (1996.)
- Veštice, vile (1997.)
- Jelena (1998.)
- Gili, gili (1999.)
- Za svoje godine (2001.)
- Samo za tvoje oči (2002.)
- Magija (2005.)
- Revolution (2008.)
- Diva (2012.)
- ALPHA (2023.)
- OMEGA (2023.)

### Kompilacije
- Zovem se Jelena, Jelena (1999.)

- The Diamond Collection (2009.)
- All About Diva Show (2010.)
- 20 vanvremenskih hitova (2018.)
- Unplugged (2020.)

### Singlovi
- „Preživeću” (1999.)  – s Dejanom Milićevićem
- „Ne smem da se zaljubim u tebe” (2004.) – sa Sašom Matićem
- „Casino” (2007.)
- „Insomnia” (2009.) – s Mirzom Hamzićem
- „Muškarac koji mrzi žene” (2011.)
- „Nova religija (Plava Šeherezada)” (2011.)
- „Ferrari” (2013.) – s Neshom i Techom
- „Bankina” (2017.) – s Acom Lukasom
- „O.S.T.A.V.LJ.A.M.T.E.” (2017.) – s Azisom
- „Marihuana” (2018.) – s Miligramom
- „LaJK” (2019.) – s Gazda Pajom
- „KarlyB*tch” (2023.)
- „Mashallah” (2023.) – s Milicom Pavlović
- „Nepogrešivo” (2023.) – s Devitom
- „Benga” (2024.)

## Osobni život
Kći je pokojne voditeljice Divne Karleuše i beogradskog policajca Dragana Karleuše. Osim srpskih, Karleuša ima slovenske i crnogorske korijene.
Karleuša je 2004. godine bila udana za Bojana Karića, ali brak je nakon nekoliko mjeseci završio razvodom.[nedostaje izvor]
U lipnju 2008. godine udala se za srbijanskoga nogometaša Duška Tošića s kojim ima dvije kćeri, Atinu i Niku.
U srpnju 2022. godine objavila je da se nakon 14 godina razvodi od Tošića.[nedostaje izvor]

## Kontroverze
Karleuša je stekla reputaciju po svađama s nekolicinom javnih osoba na društvenim mrežama, posebno na Instagramu i Twitteru, kao što su: Svetlana Ceca Ražnatović, Veljko i Anastasija Ražnatović, Aca Lukas, Severina, Viki Miljković, Baka Prase, Vanja Knežević, Marija Šerifović, Rada Manojlović, Aleksandra Prijović, Maya Berović, Vojislav Šešelj, Dijana Janković, Dragan Marković, Ivana Stamenković, Ognjen Vranješ, Kristijan Golubović, Breskvica, Saša Vidić, Ivan Ivanović, Voyage, Sloboda Mićalović, Edita Aradinović, Ana Nikolić, Saša Popović, Seka Aleksić, Nada Obrić, Milan Radulović Laća, Dara Bubamara, Nucci, Vanja Knežević, Neda Ukraden, Emina Jahović, i s nekim od stranih javnih lica kao što su Kim Kardashian, Nikita Dragun, Dua Lipa i Madonna.

### Instagram peticija
Dana 2. veljače 2025., stranica za javne peticije “Eko Straža” uputila je peticiju američkom konglomeratu društvenih medija Meta (koji je vlasnik Instagrama) za gašenje Karleušina Instagram profila. Kao razlog za to optužili su Karleušine objave i aktivnosti na Instagramu za promicanje govora mržnje, uznemiravanja i dezinformiranja. Tražili su 350 000 potpisa, a u jednom danu dobili više od 270 500. Ovo nije prvi put da je Karleušin Instagram ugašen ili da je pod peticijom za gašenje. U svibnju 2024. Karleušin profil na Instagramu ugašen je na 100 000 prijava.

### Politički stavovi
Karleuša je tijekom godina podržavala različite političke opcije i pojedince. U intervjuu za "Svet" iz 1998. pokazala je simpatije prema Slobodanu Miloševiću, izjavivši da joj je on "najsimpatičniji". S druge strane, nakon 2000. i Miloševićeva pada, Karleuša je otvoreno hvalila Zorana Đinđića zbog njegove progresivne politike, ali je priznala da je Đinđićev progresivizam prepoznala tek nakon njegovog ubojstva 2003. godine i da je vjerovala propagandi njegovih protivnika prije toga. Također je podržala Čedomira Jovanovića i bila gost na tribini koju je organizirala Liberalno demokratska partija u listopadu 2010.

U prvim godinama vladavine Aleksandra Vučića, Karleuša se otvoreno suprotstavljala njegovoj politici i podržavala prosvjede protiv njega.
Međutim, podržala ga je na izborima 2022. godine.
Štoviše, u studenom 2021. Karleuša je podržala rudarenje litija u regiji Jadar koje su predložili Rio Tinto kompanija i Vlada Srbije, usprkos brojnim prosvjedima zbog potencijalno opasnih učinaka na okoliš.

## Vanjske poveznice
- Službena stranica
- Jelena Karleusa INFO